# Bank of Georgia
Bank of Georgia Group plc (LSE: BGEO) ist eine im Vereinigten Königreich eingetragene georgische Finanzdienstleistungsholding mit Sitz in London, England, und der Unternehmenszentrale in Tiflis, Georgien.
Ihre Rechtsvorgängerin, die Bank of Georgia Holdings, wurde im Oktober 2011 im Vereinigten Königreich gegründet, um die Aktien der Bank von Georgien und ihrer Tochtergesellschaften in einer Gesellschaft zusammenzufassen und direkt an der Börse zu handeln.
Die wichtigsten Tochtergesellschaften der Bank of Georgia Group bieten Bank- und Finanzdienstleistungen über führende, kundenorientierte Universalbanken an – Bank of Georgia in Georgien und Ameriabank in Armenien. Zu den Tochtergesellschaften der Gruppe gehören die Investmentbank Galt & Taggart, die belarussische Bank Belarusky Narodny Bank und andere kleine Unternehmen im Banken-, Zahlungsverkehrs- und Nichtbankensektor.
Die Bank of Georgia Group ist im Premium-Segment des Hauptmarktes der Londoner Börse notiert und Bestandteil des FTSE 250 Index.

## Geschichte
Die Bank wurde 1903 gegründet, von den Kommunisten verstaatlicht und als Binsotsbank bekannt, bevor sie 1994 wieder privatisiert und in Bank of Georgia umbenannt wurde. Im späten 20. Jahrhundert gehörte sie der Europäischen Bank für Wiederaufbau und Entwicklung, der Deutschen Investitionsgesellschaft und dem georgischen Physiker Vitaly Gelarani.
Die Bank of Georgia wurde 2001 erstmals an der georgischen Börse notiert. Im Jahr 2004 fusionierte sie mit der Tbiluniversalbank.
Im Jahr 2007 brachte die Bank of Georgia ihre Aktien in Form von Global Depositary Receipts an die Londoner Börse, der erste internationale Börsengang Georgiens. Die Zeit nach der Börsennotierung war geprägt von der Emission der ersten Euroanleihe, weiteren Übernahmen und neuen internationalen Partnerschaften, unter anderem mit American Express.
Die Bank of Georgia wurde im April 2012 an der Londoner Börse notiert. Am 15. Juni 2012 wurde die Bank of Georgia in den FTSE 250 Index aufgenommen.

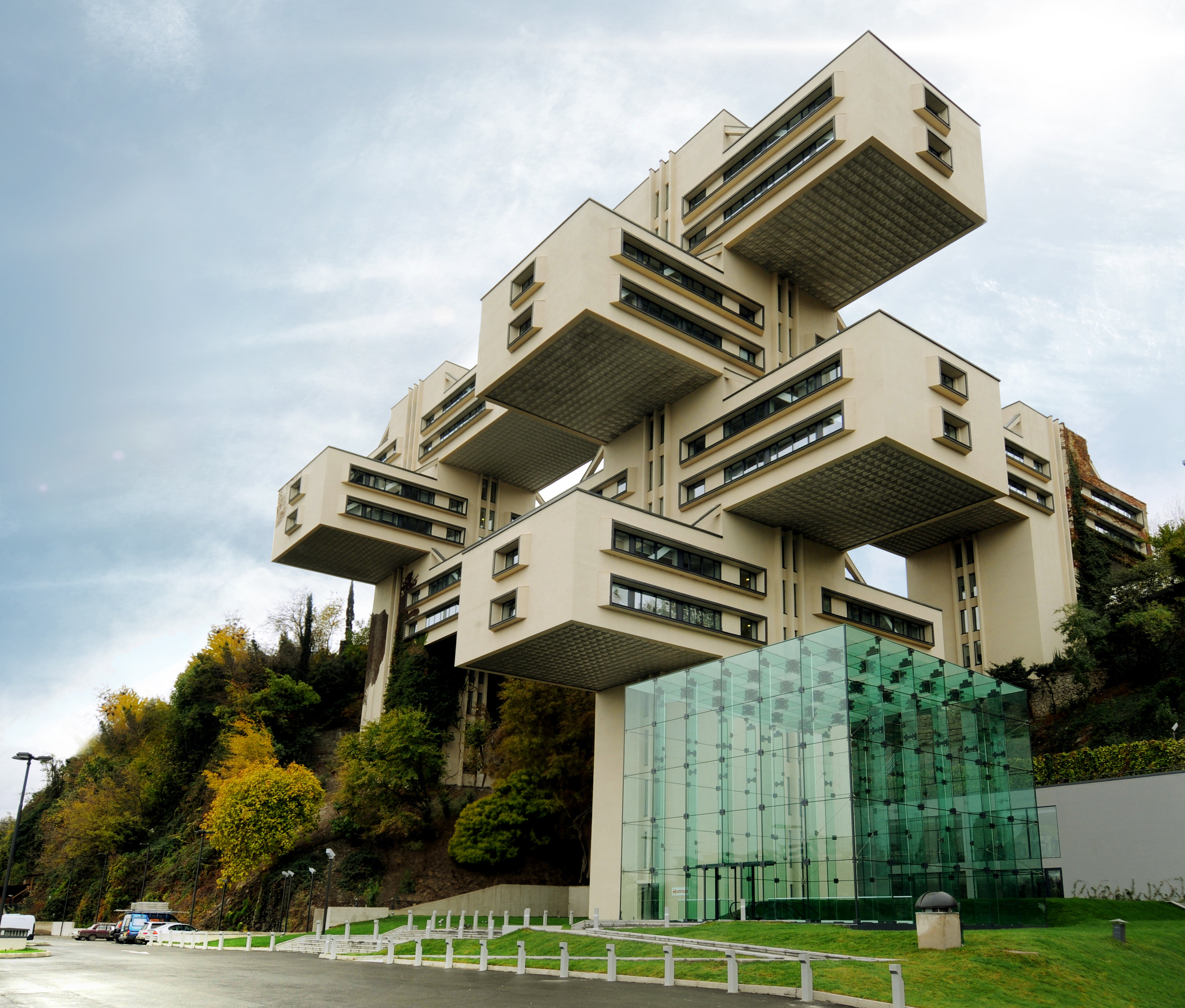
Verwaltungszentrale der Bank of Georgia in Tiflis

Im Jahr 2014 übernahm die Bank of Georgia die Tao Private Bank, die zum Zeitpunkt der Übernahme die neuntgrößte Bank in Georgien war.
Im Jahr 2020 unterzeichnete die Europäische Investitionsbank mit der Bank von Georgien eine Vereinbarung über ein Darlehen von 50 Mio. EUR für kleine und mittlere Unternehmen (KMU) und Midcap-Unternehmen. Die Bank von Georgien vergibt die Mittel in der Regel an lokale Unternehmen, wie die Schweizer Landwirtschaftsschule Kaukasus.
Im Februar 2024 kündigte die Bank of Georgia die geplante Übernahme von 100 % einer führenden Bank in Armenien, der Ameriabank, für rund 303,6 Mio. USD an.

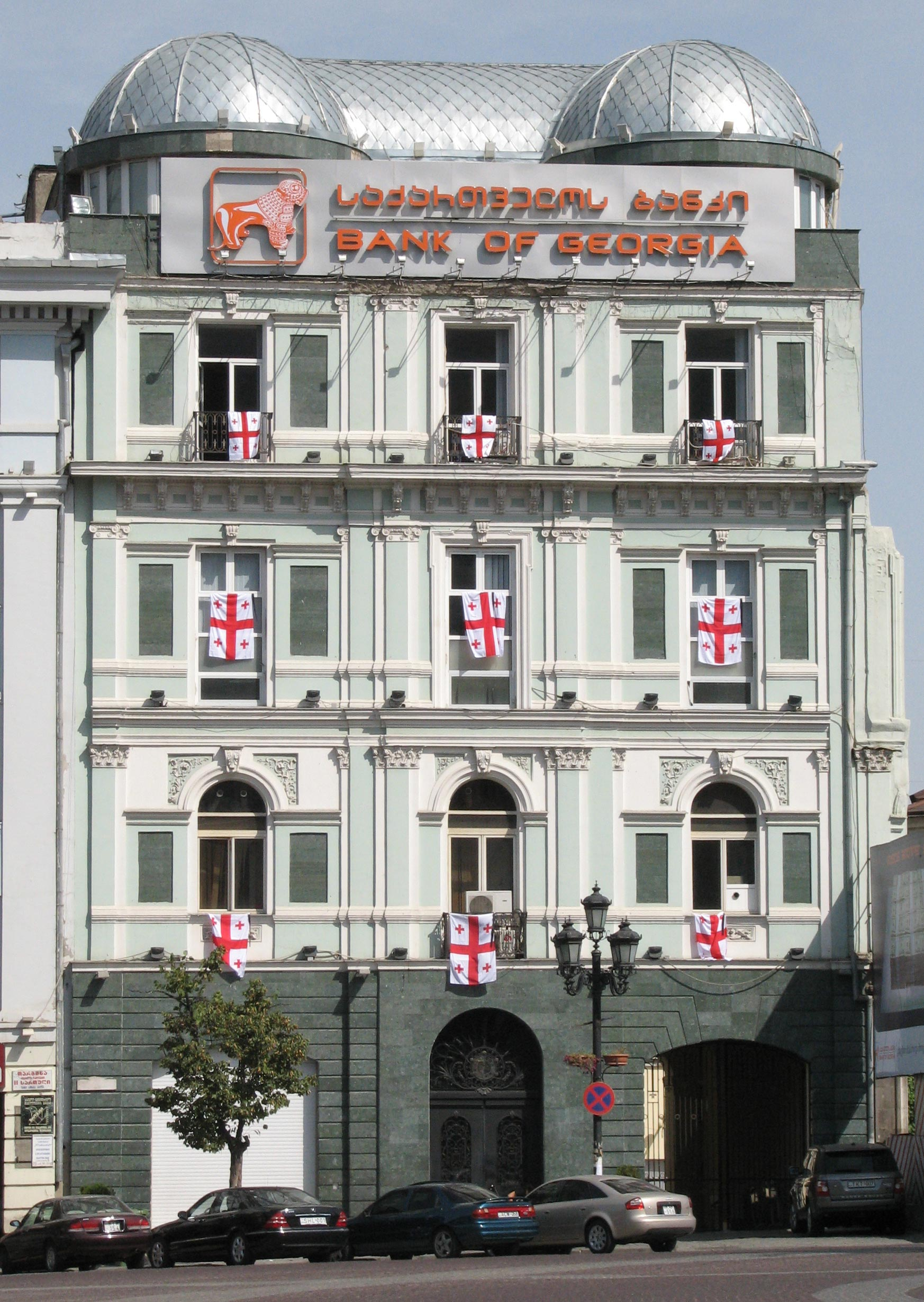
Ehemaliges Gebäude der Bank of Georgia am Freiheitsplatz, Tiflis

Die Bank of Georgia verfügt über eines der größten Vertriebsnetze in Georgien mit 211 Filialen, 989 Geldautomaten, 3.134 Selbstbedienungsterminals und einem Call-Center.

## Aktionäre
Am 31. März 2022 waren die zehn größten Aktionäre der Gruppe JSC Georgia Capital (19,90 %), Harding Loevner LP (4,30 %), Fidelity Investments (3,70 %), Van Eck Associates Corporation (3,50 %), M&G Investment Management Ltd (3,40 %), Dimensional Fund Advisors (DFA) LP (3,40 %), Vanguard Group Inc (2,50 %), GLG Partners LP (2,40 %), Tiger Management LLC (2,10 %), Standard Life Investments (2,10 %).